# Bryum ludovicae
Bryum ludovicae là một loài rêu trong họ Bryaceae. Loài này được Broth. & Paris mô tả khoa học đầu tiên năm 1911.